# لويس غوتييه (سياسي)
لويس غوتييه (بالفرنسية: Louis Gautier)‏ هو سياسي فرنسي، ولد في 22 يناير 1810 في فرنسا، وتوفي في 26 يناير 1884 في فرنسا. انتخب نائب فرنسي.

## السيرة الذاتيّة
وُلِدَ لويس غوتييه في 22 يناير 1810 في إيغري [الإنجليزية]، فرنسا. كانَ لم يرشح نفسه للانتخابات التشريعيّة مُقَّدَمَا، ولكنهُ قد رَشَّح نفسهُ الانتخابات العامة لاحقًا عام 1876.